# Gabarhök
Gabarhök (Micronisus gabar) är en i stort sett uteslutande afrikansk fågel i familjen hökar inom ordningen hökfåglar. IUCN kategoriserar den som livskraftig.

## Utseende
Gabarhöken är en liten rovfågel, endast 28–36 centimeter i kroppslängd, där honor är tydligt större än hanar. Den uppträder i två morfer. Den vanligaste bleka formen är mestadels grå ovan med en tydlig vit övergump. Undersidan är grå- och vitbandad, liksom stjärten. Ungefär 25 % av individerna i genomsnitt är istället nästan helt svarta. Hos båda former har den adulta fågeln mörka ögon, långa ben och röd vaxhud mellan näbb och öga.

## Läten
Gabarhöken är mestadels tystlåten, förutom under spelet. Lätena skiljer sig tydligt från utseendemässigt liknande Accipiter-hökar, i engelsk litteratur återgivna som pipiga "kew-he, kew-he, kew-heee" från sittplats och skanderande "sweee-pee-pee-pee-pee" eller "twee-twit-twee-twee-twit", påminnande om didrikgök eller till och med senegaltjockfot. Nära boet hörs snabbt upprepade "twi-twi-twi-twi-twi".

## Utbredning och systematik
Gabarhöken förekommer i Afrika söder om Sahara samt på sydvästra Arabiska halvön. Den delas upp i tre underarter med följande utbredning:
- Micronisus gabar niger – Senegal och Gambia till Sudan, norra Etiopien och sydvästra Arabiska halvön
- Micronisus gabar aequatorius – höglänta områden i Etiopien till Demokratiska republiken Kongo, Zambia och norra Moçambique
- Micronisus gabar gabar – södra Angola till Zambia, Moçambique och Sydafrika

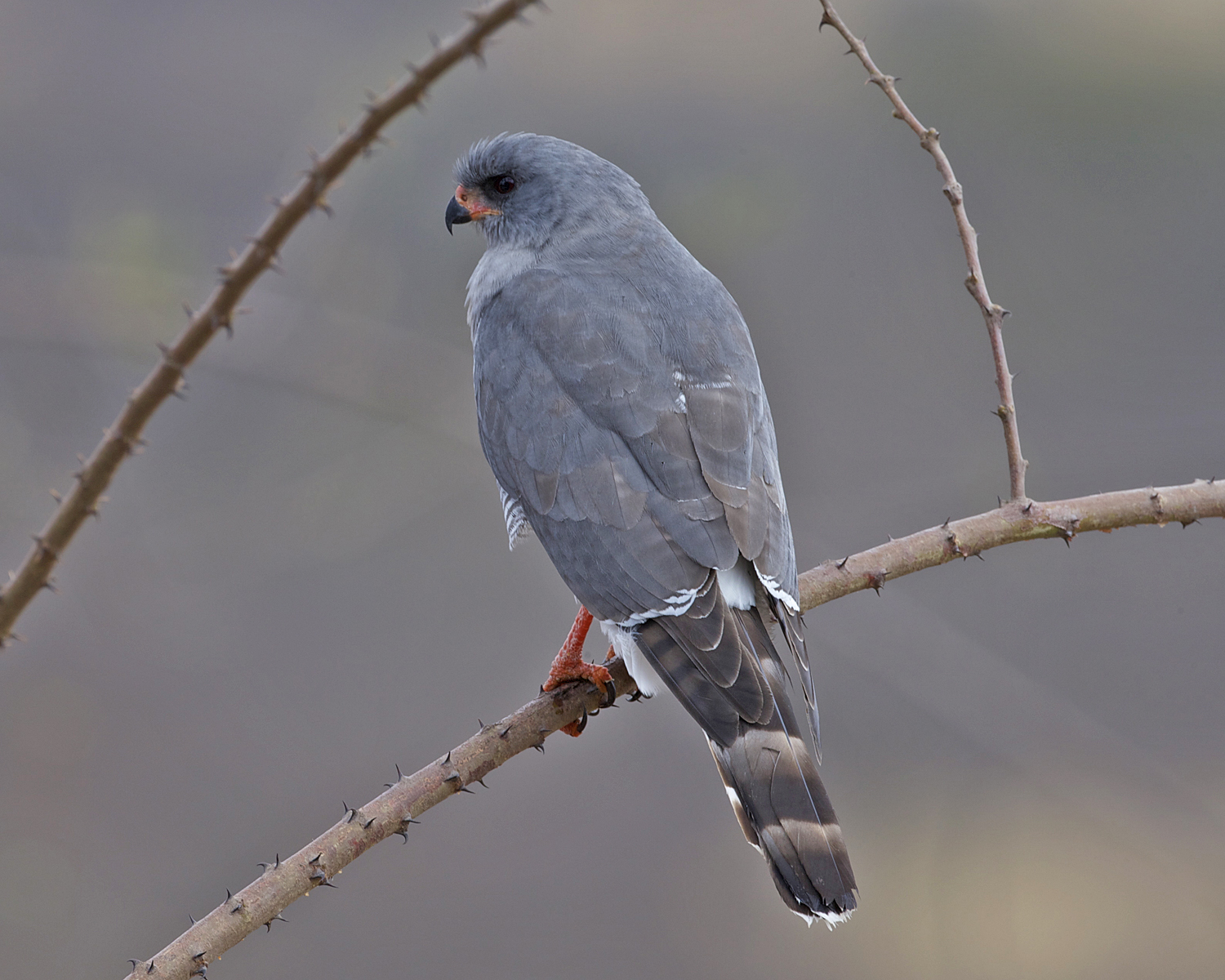
Gabarhök fotograferad nära Kilimanjaro i Kenya.

Fågeln är närmast släkt med de likaledes afrikanska arterna ödlehök (Kaupifalco monogrammicus) och långstjärtad hök (Urotriorchis macrourus) samt sånghökarna i Melierax. Tidigare har den även placerats i Melierax, men placeras numera allmänt som ensam art i Micronisus.

## Levnadssätt
Gabarhöken hittas i öppen skogsmark, framför allt Acacia-savann och skogslandskap med  miombo (Brachystegia), Terminalia och mopane. I mer arida regioner är den begränsad till trädkantade vattendrag, men kan också söka sig in till byar och städer.

## Häckning
Fågeln ses oftast enstaka, men framför allt under häckingssäsongen i par när hanen jagar honan genom träden eller ropar från en sittplats. Boet, en liten plattform av kvistar, placeras i en grenklyka i en trädkrona, exempelvis i en akacia. En intressant detalj är att gabarhöken samlar in spindelnät med medföljande spindlar som fortsätter spinna sina nät och på så sätt möjligen hjälper gabarhöken att kamouflera boet, samtidigt som spindeln tar leddjur som annars skulle parasitera på ungarna.
Gabarhöken lägger upp till fyra ägg, men vanligtvis två, från juli till december, med en topp i september till november. Honan ruvar i 33-38 dagar och fortsätter ta hand om dem i ytterligare 19–21 dagar efter kläckning, medan hanen hämtar mat till henne och ungarna. Ungarna lämnar boet vid 35-36 dagars ålder men blir helt självständiga först en månad senare.

## Föda
Gabarhöken lever huvudsakligen av småfåglar, men även små däggdjur, reptiler och insekter. Den överraskar oftast bytet i ett träd och följer det i en intensiv jakt. Ibland jagar den från en sittplats varifrån den gör utfall för att fånga byten i luften eller på marken. Den har även setts attackera kolonihäckande fåglar som vävare genom att gräva ut bona ovanifrån med klorna på jakt efter ungar.

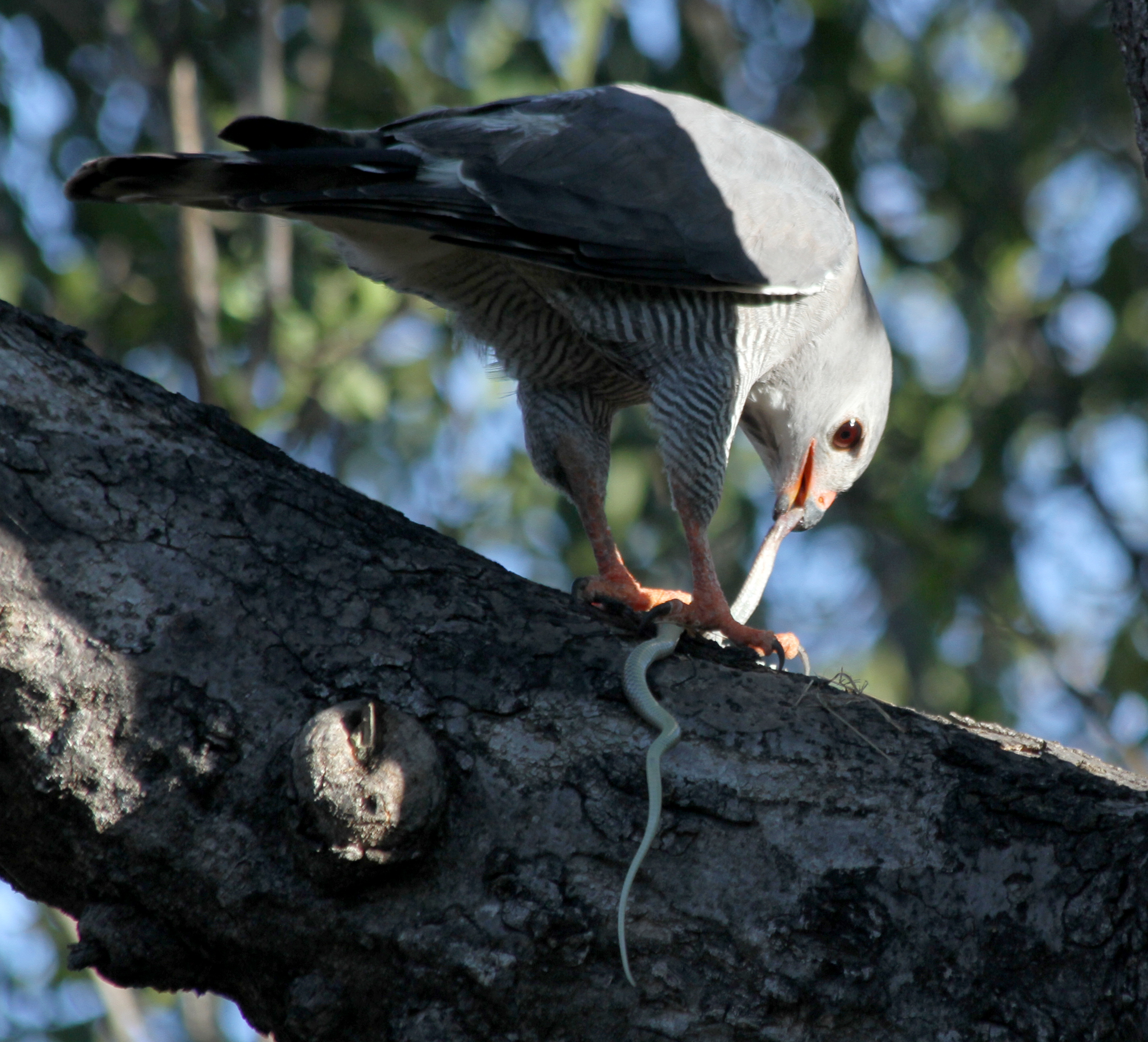
Gabarhök med en nyfångad orm.

Gabarhöken själv har setts utgöra byten åt savannörn, ödleörn och fläckörn.

## Status och hot
Arten har ett stort utbredningsområde och en stor population med stabil utveckling. Utifrån dessa kriterier kategoriserar IUCN arten som livskraftig (LC).

## Namn
Fågelns både svenska och vetenskapliga artnamn är en fransk sammandragning garde ("vakt") och barré ("bandad").